# NGC 4102
NGC 4102 ist eine Balken-Spiralgalaxie mit ausgedehnten HII-Gebieten vom Hubble-Typ SAB(s)b? im Sternbild Großer Bär am Nordsternhimmel, die schätzungsweise 41 Millionen Lichtjahre von der Milchstraße entfernt ist.
Die Galaxie wird in der Astronomie als LINER-Galaxie klassifiziert. LINER steht für "low-ionization nuclear emission-line region" und deutet darauf hin, dass aus ihrem Zentrum eine Strahlung zu beobachten ist, die auf schwach ionisierte oder neutrale Atome bestimmter Elemente zurückzuführen ist.
Die meisten dieser Galaxien weisen eine hohe Sternentstehungsrate auf, wie sie auch im Bild als helle blaue Bereiche erkennbar sind.
Das Objekt wurde im Jahr 1789 von dem Astronomen William Herschel mit Hilfe eines 18,7 Zoll-Teleskops entdeckt.